# 89 (tal)
89 (niogfirs, på checks også ottini) er det naturlige tal som kommer efter 88 og efterfølges af 90.

## Inden for matematik
- 89 er det 24. primtal.[1]
- 2^89-1 er et Mersenne-primtal

## Inden for videnskab
- 89 Julia, asteroide
- M89, elliptisk galakse i Jomfruen, Messiers katalog

## Eksterne links
- Wikimedia Commons har flere filer relateret til 89 (tal)